# Кикеринское сельское поселение
Кике́ринское се́льское поселе́ние — упразднённое муниципальное образование в составе Волосовского района Ленинградской области. Административным центром являлся посёлок Кикерино. 
Последним главой поселения и главой администрации являлся Костанян Игорь Размикович.

## Географические данные
- Общая площадь: 52,00 км²
- Расположение: восточная часть Волосовского района
- Граничило:
  - на севере и северо-западе — с Губаницким сельским поселением
  - на востоке — с Гатчинским районом
  - на юге — с Калитинским сельским поселением
  - на западе — с Волосовским городским поселением
- По территории бывшего поселения проходят автомобильные дороги:
  - 41А-002 (Гатчина — Ополье)
  - 41А-003 (Кемполово — Шапки)
- Расстояние от бывшего административного центра поселения до районного центра — 8 км[3]
- По территории упразднённого поселения проходит железная дорога Гатчина — Ивангород, имеется станция Кикерино и остановочный пункт Роговицы

## История
В начале 1920-х годов в составе Губаницкой волости Петергофского уезда Санкт-Петербургской губернии был образован Кикеринский сельсовет.
14 февраля 1923 года Губаницкая волость вошла в состав вновь образованного Троцкого уезда.
В августе 1927 года Кикеринский сельсовет вошёл в состав Волосовского района Ленинградской области.
20 апреля 1930 года посёлок Кикерино был отнесен к категории рабочих поселков, оставаясь центром сельсовета.
По состоянию на 1933 год в Кикеринский сельсовет входило 7 населённых пунктов, население — 900 чел.
С 1 февраля 1963 по 12 января 1965 года после упразднения Волосовского района сельсовет входил в состав Кингисеппского сельского района.
По данным 1966 года центром Кикеринского сельсовета являлась деревня Роговицы.
По данным 1973 года Кикеринский сельсовет был упразднён, его территория вошла в состав Калитинского сельсовета.
1 января 2006 года в соответствии с областным Законом № 64-оз от 24 сентября 2004 года «Об установлении границ и наделении соответствующим статусом муниципального образования Волосовский муниципальный район и муниципальных образований в его составе» образовано Кикеринское сельское поселение, в его состав вошёл бывший рабочий посёлок Кикерино и часть территории бывшей Калитинской волости.
17 мая 2019 года Кикеринское сельское поселение было включено в состав Калитинского сельского поселения.

## Население
| 2006  | 2010  | 2011  | 2012  | 2013  | 2014  | 2015  |
| ----- | ----- | ----- | ----- | ----- | ----- | ----- |
| 2200  | ↗2360 | ↗2363 | ↗2381 | ↗2438 | ↗2455 | ↗2462 |
| 2016  | 2017  | 2018  | 2019  |       |       |       |
| ↗2490 | ↘2469 | ↗2471 | ↗2489 |       |       |       |

## Населённые пункты
На территории упразднённого поселения находятся 9 населённых пунктов — 3 посёлка и 6 деревень:
| № | Населённый пункт             | Тип населённого пункта          | Население    |
| - | ---------------------------- | ------------------------------- | ------------ |
| 1 | Восемьдесят первый километр  | посёлок                         | ↗49 (2017)   |
| 2 | Арбонье                      | деревня                         | ↗33 (2017)   |
| 3 | Большое Кикерино             | деревня                         | ↗69 (2017)   |
| 4 | Кикерино                     | посёлок, административный центр | ↘2067 (2017) |
| 5 | Липовая Гора                 | деревня                         | ↗13 (2017)   |
| 6 | Малое Кикерино               | деревня                         | ↗36 (2017)   |
| 7 | Мыза-Арбонье                 | деревня                         | ↗13 (2017)   |
| 8 | Отделение совхоза «Кикерино» | посёлок                         | ↘122 (2017)  |
| 9 | Роговицы                     | деревня                         | ↗96 (2017)   |

Постановлением правительства Российской Федерации от 21 декабря 1999 года № 1408 «О присвоении наименований географическим объектам и переименовании географических объектов в Ленинградской, Московской, Пермской и Тамбовской областях» новой деревне было присвоено наименование Мыза-Арбонье.

## Достопримечательности
- Усадьба П. К. Ваулина в деревне Малое Кикерино
- Церковь святого Николая Мирликийского в Кикерино